# 金沢内駅
金沢内駅（かなさわうちえき）は、かつて福島県東白川郡社川村（現・同郡棚倉町）にあった運輸通信省白棚線の駅（休止駅）である。

## 概説
本駅は、1916年に開業した白棚鉄道の金沢内停留場として開業したのが始まりである。その後、1938年の鉄道省の借り入れの際に鉄道駅に昇格し、1941年に国有化されたが、戦局の悪化に伴い、白棚線が不要不急路線として休止されたため、鉄道駅としての営業も休止となった。
第二次世界大戦が終結した後も、鉄道駅としての営業が再開されることはなかったが、白棚線が線路跡をバス専用道とした日本国有鉄道自動車局（国鉄バス）の自動車路線である白棚高速線として営業が開始されることになり、1957年4月26日よりバス専用道上に金沢内停車場として営業を開始した。この時、プラットフォームと待合室が整備されている。

## 歴史
- 1916年（大正4年）10月8日：白棚鉄道金沢内停留場として開業[1]。
- 1938年（昭和13年）10月1日：鉄道省の借り入れ[1]に伴い、鉄道駅に昇格。
- 1941年（昭和16年）5月1日：鉄道省が白棚線を買収、省営鉄道白棚線の駅となる。
- 1944年（昭和19年）12月11日：白棚線の休止に伴い、鉄道駅としての営業を休止[1]。
- 1957年（昭和32年）4月26日：白棚高速線の金沢内停車場として営業を開始。

## 廃線後の状況
かつての金沢内駅と同一地点に設置されており、停車場中心も定められたが、その後国道289号の道路改良に伴い一般道路に転用されているため、鉄道時代の痕跡はほとんどない。ただし、JRバス関東白棚線の金沢内停留所はかつての金沢内駅と同一地点に設置されている。

## 隣の駅
運輸通信省
白棚線
三森駅 - 金沢内駅 - 磐城棚倉駅